# 시가 아키라
시가 아키라(일본어: 志駕 晃, 1963년 ~ )는 일본의 방송 제작자이자 추리 소설가이다. 본명은 데시가와라 아키라(勅使川原昭)이고, 1986년 닛폰 방송에 입사하여 등단 당시에는 엔터테인먼트 개발국장으로 재직중이었다. 2016년 《패스워드》라는 작품으로 제15회 이 미스터리가 대단하다 대상에 당선되어 소설가가 되었다. 《패스워드》는 이후 《스마트폰을 떨어뜨렸을 뿐인데》로 개작되어 출간되었다.

## 작품 목록
- 스마트폰을 떨어뜨렸을 뿐인데(スマホを落としただけなのに, 2017)
- 딱 한 잔만 마셨을 뿐인데(ちょっと一杯のはずだったのに, 2018)
- 스마트폰을 떨어뜨렸을 뿐인데: 붙잡힌 살인귀(スマホを落としただけなのに 囚われの殺人鬼, 2018)
- 당신도 스마트폰에 살해당한다(あなたもスマホに殺される, 2019)
- 나야 나 소굴(オレオレの巣窟, 2019)